# Euxoa predotae
Euxoa predotae är en fjärilsart som beskrevs av Karl Schawerda 1922. Euxoa predotae ingår i släktet Euxoa och familjen nattflyn. Inga underarter finns listade i Catalogue of Life.